# Verbosca
Verbosca o Saliceto (in croato: Vrboska) è una frazione situata sull'isola di Lesina, appartenente al comune di Gelsa. È posta in una pittoresca baia, le cui coste sono collegate da quattro ponti in pietra.
Verbosca è divisa in due parti: Podva, in stile rinascimentale-barocco con una serie di case in pietra lungo la costa, e la piazza con le chiese, i vicoli, i resti della loggia della città e le case con le caratteristiche gotiche e rinascimentali.

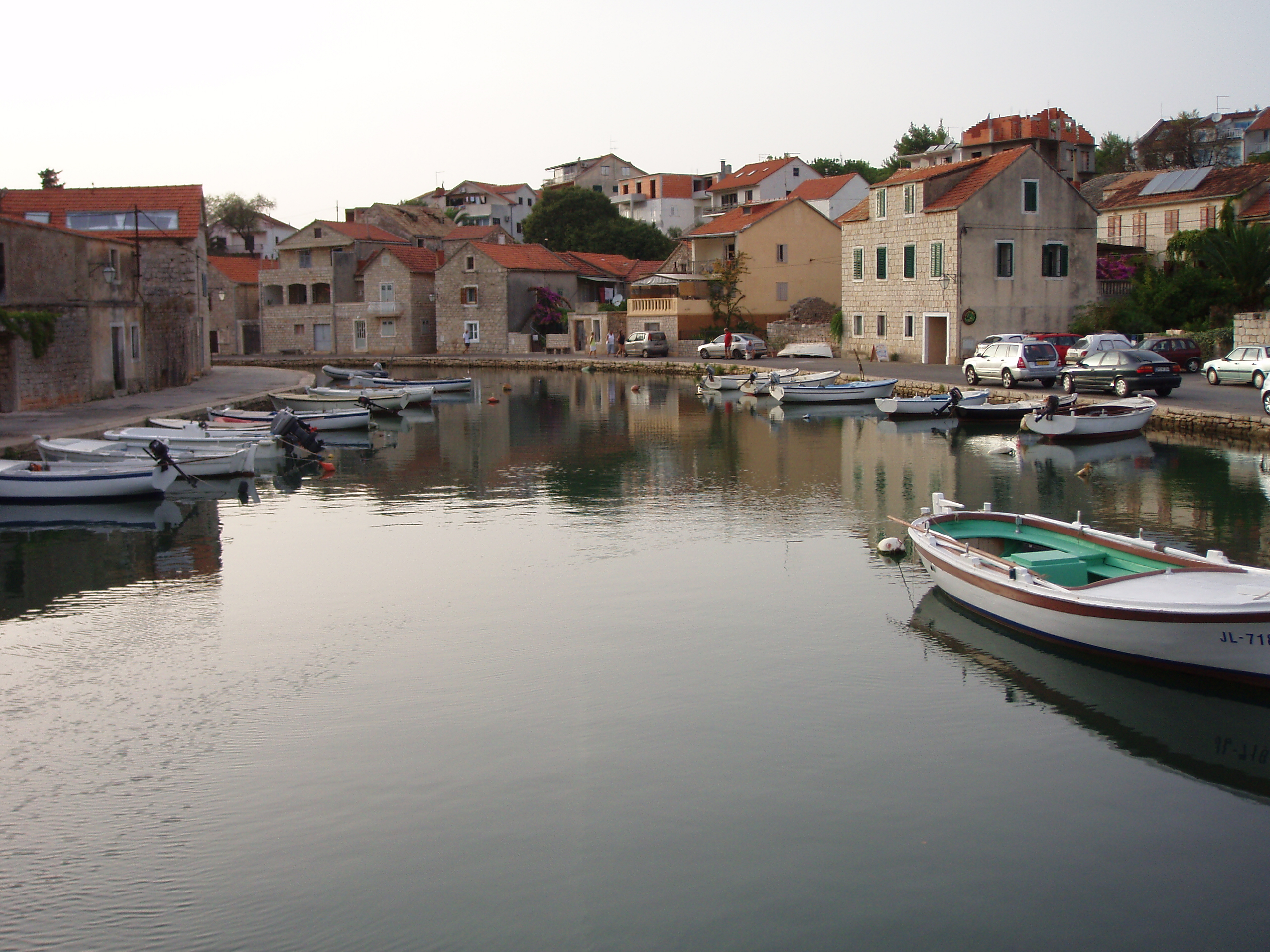
Vista di Verbosca.

Alcune delle bellezze della zona sono la torre-chiesa di Santa Maria della Misericordia, la piazza, la chiesa di San Lorenzo, la chiesa di San Pietro, la chiesa di San Rocco, Podve, Mirje – la più grande casa antica.
Mediante il servizio offerto da imbarcazioni private, durante il periodo estivo, è possibile far visita alla vicina Gelsa o alla famosa spiaggia del Corno d'Oro (in croato: Zlatni Rat) sull'isola della Brazza.
Sono presenti nella zona spiagge attrezzate al turismo ed un campeggio adibito alla pratica del naturismo.